# ميروفيا

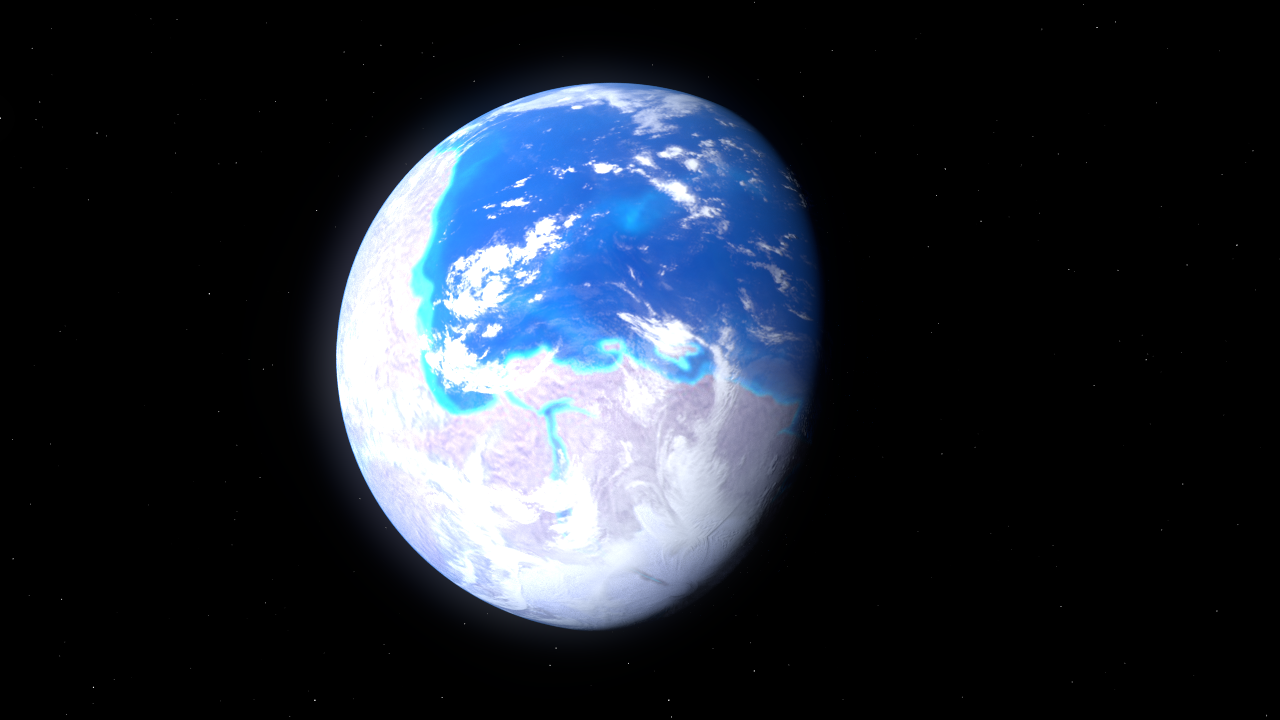
صورة تقريبية للأرض قبل 600 مليون سنة، للقارة العملاقة بانوتيا، من أواخر حقبة الطلائع الحديثة

كان ميروفيا (من الكلمة الروسية мировой، وتعني "العالمي") محيطًا عظيما مفترضًا ربما كان محيطًا عالميًا يحيط بقارة رودينيا العظمى في حقبة الطلائع الحديثة، منذ حوالي 1 مليار إلى 750 مليون سنة. قد يكون ميروفيا مطابقًا بشكل أساسي للمحيط الأفريقي المفترض، أو سلفه، والذي أعقب انشقاق رودينيا. تطور محيط بانثالاسا (المحيط الهادئ البدائي) في حقبة الطلائع الحديثة عن طريق الاندساس على حساب محيط ميروفيا العالمي.
تشير الأدلة الجيولوجية إلى أن حقبة الطلائع الحديثة، فترة العصر البارد، كان عصرًا جليديًا شديدًا لدرجة أن ميروفيا ربما تجمدت تمامًا على عمق 2 كم. هذا جزء من فرضية كرة الثلج الأرضية.